# Het ding Fflumgluff
Het ding Fflumgluff is een stripverhaal uit de Ravian-reeks. Het verhaal is getekend door Jean-Claude Mézières met scenario van Pierre Christin en verscheen voor het eerst in 1971 in het vierde nummer van de Pep parade, uitgegeven door De Geïllustreerde Pers. Het verhaal werd eveneens gepubliceerd in het album De helden van de equinox van de reeks Ravian en Laureline door Sherpa in 2017.